# Hylia prasina
Hylia prasina là một loài chim trong họ Hyliidae, nhưng trước đây từng xếp trong họ Sylviidae.